# Africando Best-Of
Albums de Africando
Ketukuba
(2006) Viva Africando
(2013)
Africando Best-Of est un album compilation du groupe Africando sorti en 2007.

## Liste des Titres
| No  | Titre                       | Auteur                                    | Durée |
| --- | --------------------------- | ----------------------------------------- | ----- |
| 1.  | Gombo                       | Nicolas Menheim                           | 5:09  |
| 2.  | Sabador                     | Nicolas Menheim                           | 3:19  |
| 3.  | Doley Mbolo                 | Nicolas Menheim                           | 5:47  |
| 4.  | Maral                       | Nicolas Menheim                           | 6:06  |
| 5.  | Lindas Africanas            | Africando                                 | 7:39  |
| 6.  | Doni Doni                   | Africando                                 | 8:19  |
| 7.  | Fethial Sama Khol           | Médoune Diallo                            | 4:30  |
| 8.  | Ntoman                      | Salif Keita                               | 5:01  |
| 9.  | N'Diambaane                 | Medoune Diallo                            | 7:06  |
| 10. | Réference                   | Nyboma, King Kester Emeneya ft Papa Wemba | 4:39  |
| 11. | Yay Boy                     | Pape Seck                                 | 4:01  |
| 12. | Gouye Gui                   | Medoune Diallo                            | 5:06  |
| 13. | Sey                         | Thione Seck                               | 5:16  |
| 14. | Te Yoy a Matar ... Con Amor | Ronnie Barò                               | 4:49  |

## Musiciens ayant participé à cet album

### Chanteur d'Africando
- Nicolas Menheim
- Pape Seck
- Medoune Diallo
- Ronnie Baró

### Invité
- Salif Keita
- Thione Seck
- Nyboma
- King Kester Emeneya
- Papa Wemba